# Team Penske

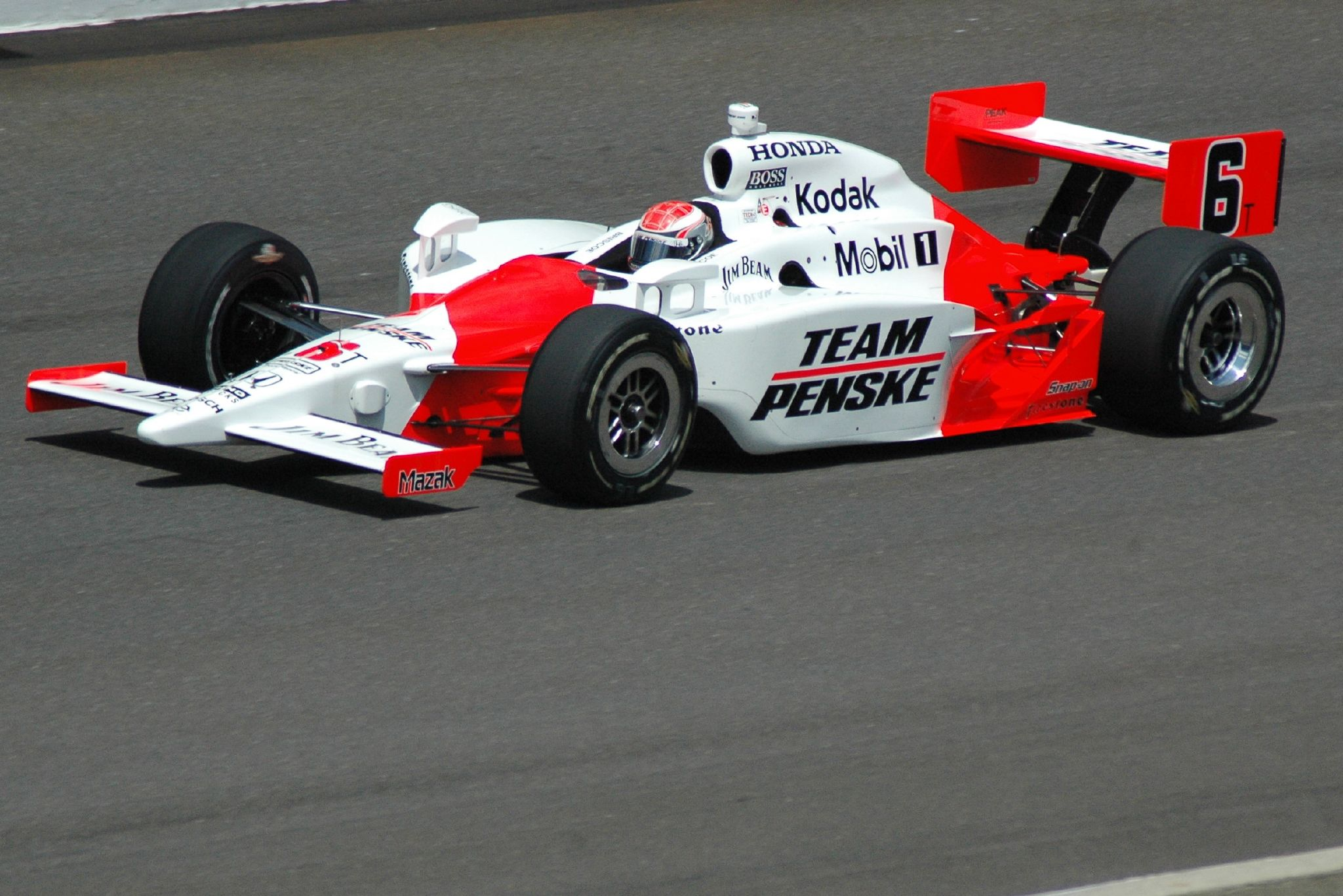
Ryan Briscoe in zijn Penske wagen in 2008.

Team Penske is een Amerikaans raceteam dat deelneemt aan verschillende grote klassen van de autosport, waaronder de IndyCar Series en de NASCAR Cup Series. Het werd in 1968 opgericht door voormalig coureur Roger Penske. Het team nam deel aan de Formule 1 kampioenschappen van 1974, 1975 en 1976. John Watson was de enige rijder die een race won voor het team. Hij won de Grote Prijs van Oostenrijk tijdens het Formule 1 seizoen van 1976. Dat jaar werd het laatste seizoen voor het team in de Formule 1.

## Champ Car
Vanaf 1968 nam het team deel aan het Amerikaanse formuleracing kampioenschap, tot 1978 in de voorloper van het Champ Car kampioenschap dat georganiseerd werd door de United States Automobile Club en vanaf 1979 aan het Champ Car kampioenschap. Mark Donohue won de eerste race voor het team in 1971 op het circuit van Pocono. Amerikaans coureur Rick Mears won het allereerste Champ Car kampioenschap dat georganiseerd werd door de CART in 1979 voor het team. Hij won het kampioenschap ook in 1981 en 1982. In totaal werd het Champ Car kampioenschap negen keer gewonnen. In 1999 kwam de Uruguayaanse Penske rijder Gonzalo Rodríguez om het leven op het circuit van Leguna Seca.
Kampioenschapstitels
- 1979  Rick Mears
- 1981  Rick Mears
- 1982  Rick Mears
- 1983  Al Unser Sr.
- 1985  Al Unser Sr.
- 1988  Danny Sullivan
- 1994  Al Unser Jr.
- 2000  Gil de Ferran
- 2001  Gil de Ferran

## IndyCar Series
Na de split tussen de Champ Car en de IndyCar Series in 1996 bleef het team in de Champ Car series rijden. In 2001 reed het voor de eerste keer in de IndyCar Series, toen het deelnam aan de race op Indianapolis dat jaar. Vanaf 2002 maakte het team definitief de overstap naar de IndyCar Series. De Braziliaanse coureur Hélio Castroneves werd dat jaar tweede in de eindstand van het kampioenschap. In 2006 won de Amerikaanse coureur Sam Hornish Jr. het eerste kampioenschap voor het team in deze raceklasse. In 2009 en 2010 zijn de Australische coureurs Ryan Briscoe en Will Power en de Braziliaan Hélio Castroneves de rijders voor het team. Power, die in 2009 parttime aan de slag was, rijdt in 2010 een volledig seizoen.
Kampioenschapstitels
- 2006  Sam Hornish Jr.
- 2014  Will Power
- 2022  Will Power

## Indianapolis 500
Vijftien keer reed een coureur als winnaar over de finish tijdens de legendarische Indianapolis 500. De eerste overwinning werd geboekt door Mark Donohue in 1972. Recordhouder Rick Mears won alle vier zijn overwinningen op Indianapolis in een Penske wagen. Na de split tussen de Champ Car en de Indy Racing League nam het team tussen 1996 en 2000 niet deel aan de race. In 2001 nam het weer deel en Hélio Castroneves won meteen, wat hij in 2002 en 2009 nog eens overdeed.
Indy 500 winnaars
- 1972  Mark Donohue
- 1979  Rick Mears
- 1981  Bobby Unser
- 1984  Rick Mears
- 1985  Danny Sullivan
- 1987  Al Unser Sr.
- 1988  Rick Mears
- 1991  Rick Mears
- 1993  Emerson Fittipaldi
- 1994  Al Unser Sr.
- 2001  Hélio Castroneves
- 2002  Hélio Castroneves
- 2003  Gil de Ferran
- 2006  Sam Hornish Jr.
- 2009  Hélio Castroneves
- 2015  Juan Pablo Montoya
- 2018  Will Power
- 2019  Simon Pagenaud
- 2023  Josef Newgarden
- 2024  Josef Newgarden

## Andere raceklassen
Penske Racing zet ook wagens in andere raceklassen in, onder meer in de verschillende NASCAR kampioenschappen en de American Le Mans Series, waar het de kampioenstitels won in de LMP2 in 2006, 2007 en 2008 met de inzet van een Porsche RS Spyder. In 1969 won het de 24 uur van Daytona.
Coureurs:
 Anthony Alfredo - Aric Almirola - Christopher Bell - Josh Bilicki - Ryan Blaney - Alex Bowman - Chase Briscoe - Chris Buescher - Kurt Busch - Kyle Busch - William Byron - Ross Chastain - Derrike Cope - Cole Custer - James Davison - Matt DiBenedetto - Austin Dillon - Chase Elliott - Justin Haley - Denny Hamlin - Kevin Harvick - Quin Houff - Erik Jones - Brad Keselowski - Corey LaJoie - Kyle Larson - Joey Logano - Michael McDowell - B. J. McLeod - Ryan Newman - Tyler Reddick - Garrett Smithley - Ricky Stenhouse jr. - Daniel Suárez - Martin Truex jr. - Bubba Wallace - Cody Ware - J.J. Yeley

Teams:
 23XI Racing - Chip Ganassi Racing - Front Row Motorsports - Hendrick Motorsports - Joe Gibbs Racing - JTG Daugherty Racing - Live Fast Motorsports - Petty Ware Racing - Richard Childress Racing - Richard Petty Motorsports - Rick Ware Racing - Roush Fenway Racing - Spire Motorsports - StarCom Racing - Stewart Haas Racing - Team Penske - Trackhouse Racing Team - Wood Brothers Racing